# Sauvagella madagascariensis
Sauvagella madagascariensis är en fiskart som först beskrevs av Sauvage, 1883.  Sauvagella madagascariensis ingår i släktet Sauvagella och familjen sillfiskar. IUCN kategoriserar arten globalt som livskraftig. Inga underarter finns listade i Catalogue of Life.